# Bitwa pod Chan Szajchun (2014)
Bitwa pod Chan Szajchun – walki na froncie centralnym wojny w Syrii wokół miasta Chan Szajchun, toczone między syryjską armią a oddziałami rebeliantów od lutego do sierpnia 2014 roku.

## Geneza
Chan Szajchun leży na kluczowej autostradzie M5, która łączy dwa największe miasta Syrii – Aleppo i Damaszek. W obu tych miastach trwały intensywne walki, a autostrada pełniła szlak transportowy dla Sił Zbrojnych Syrii. Tak więc strategicznym celem rebeliantów było odcięcie, bądź utrudnienie transportu wojsk i dostaw broni tą szosą. Utrudniłoby to armii prowadzenie bitwy o Aleppo, gdzie zmagała się z ofensywą bojowników.
W związku z tym rebelianci podejmowali próby jej odcięcia. W październiku 2012 podjęli udany szturm na Ma’arrat an-Numan. Mimo przejęcia kontroli nad miastem i długotrwałego oblężenia, nie udało im się zdobyć kluczowych baz wojskowych Wadi ad-Dajf i Hamadija. Chan Szajchun było kontrolowane przez Wolną Armię Syrii (FSA) od grudnia 2011 do 6 lipca 2012.
Na przełomie lat 2012/2013 front pod Hamą był teatrem intensywnych walk między siłami opozycyjnymi a armią rządową. W grudniu 2012 siły skupione wokół Wolnej Armii Syrii przystąpiły do ofensywy, zajmując szereg miast pod Hamą. Pod koniec stycznia 2013 armia podjęła kontrofensywę, która zakończyła się odbiciem kilku miast. Drugie natarcie na miasta będące w rękach rebeliantów z maja i czerwca 2013 pozwoliło syryjskim siłom zbrojnym powrócić na pozycje utracone pół roku wcześniej.

## Przebieg walk

### Szturm islamistów na Ma’an i Murak
Od lutego 2014 ponownie niespokojnie było na froncie centralnym, gdzie swoje wpływy chcieli rozszerzyć islamiści. 1 lutego 2014 ugrupowania Dżund al-Aksa i Ahrar asz-Szam, wchodzący w skład Frontu Islamskiego zaatakowały alawicką wioskę Ma’an, leżącą na południowy wschód od Chan Szajchun, przejmując nad nią kontrolę. W wyniku ataku zginęło co najmniej 21 cywilów (podawano też liczby 25 lub 42 zabitych) oraz 20 prorządowych milicjantów z Sił Obrony Narodowej, broniących wioskę. Armia rządowa odbiła miejscowość po ośmiu dniach okupacji przez islamistów. Walki równolegle trwały również w miejscowości Murak, na zachód od Ma’an. Murak jest miejscowością leżącą przy autostradzie M5 pomiędzy Hamą i Chan Szajchun. Miejscowość zajęli dżihadyści Dżabhat an-Nusra, po nocnym szturmie z 1 lutego 2014.

### Szturm na Chan Szajchun
W marcu 2014 wybuchła bitwa w samym Chan Szajchun, leżącego 5 km na północ od Muraku. Wraz z początkiem miesiąca rebelianci zdobyli 10 z 21 wojskowych punktów kontrolnych w mieście. Siły antyrządowe zajęły również autostradę M5 pod miastem, odcinając szlak do miejscowości Murak i dalej do Hamy. Do 23 marca 2014, bojownicy zajęli 15 punktów kontrolnych w Chan Szajchun jednak w związku z wybuchem bitwy pod Kasabem, część rebeliantów podlegających pod Najwyższa Radę Wojskową Wolnej Armii Syrii, zostało przerzuconych na front latakijski. W Chan Szajchun pozostawiono garnizon zdolny do zabezpieczenia arterii M5 oraz oblężenia miasta. 4 kwietnia 2014 rebelianci zajęli miejscowość Babulin, blokując autostradę M5 na północ od Chan Szajchun. Oznaczało to odcięcie dostępu do baz wojskowych Wadi ad-Dajf oraz Hamadija.

### Kontratak armii w Muraku
W międzyczasie na odsiecz miastu Murak ruszyło wojsko narodowe, które odbiło częściowo miejscowość. Ciężkie walki trwały, dopóki siły rebelianckie nie ogłosiły zwycięstwa 8 marca 2014, wypierając z wioski lojalistów Asada. W drugiej połowie marca 2014, siły rządowe wielokrotnie próbowały złamać linie obrony islamistów w Muraku. Walki toczyły się ze zmiennym szczęściem, jednak wioskę nadal kontrolowali rebelianci, odcinając wojsku szlak pomiędzy Hamą i Chan Szajchun. Dopiero 14 kwietnia 2014, żołnierze częściowo opanowali Murak, jednak rebelianci zaciekle bronili miejscowość.

### Możliwe użycie broni chemicznej
W trakcie trwania bitwy o Murak, walki trwały też w sąsiedniej miejscowości Kafr Zajta. 11 kwietnia 2014 siły opozycyjne i rządowe wzajemnie oskarżyły się o przeprowadzenie ataku trującym gazem. Według agencji rządowych za atakiem stali terroryści Dżabhat an-Nusra, którzy użyli chloru, w wyniku czego zginęły trzy osoby, a ponad 200 osób odniosło obrażenia. Z kolei według rebeliantów, zatrucie i uduszenie osób spowodował gęsty dym po nalocie z wykorzystaniem bomb beczkowych zrzucanych przez Syryjskie Arabskie Siły Powietrzne.
Po podobnych doniesieniach z Harasty pod Damaszkiem z tego samego dnia i 16 kwietnia 2014, syryjskie organizacje opozycyjne wezwały ONZ o zbadanie, czy wojsko rządowe wykorzystuje w walce chlor. Do inhalacji ponad stu cywilów po nalocie z wykorzystaniem bomb beczkowych miało dojść również w Talminisie pod Ma'arratem an-Numan w dniu 18 kwietnia 2014. 19 kwietnia 2014 siły rządowe oskarżono o stosowanie chloru w At-Tamaniji, leżącej 10 km na północ od Muraku i na wschód od miejscowości Kafr Zajta i Chan Szajchun. Kolejne ataki z użyciem chloru w Kafr Zajta i At-Tamniji zgłoszono odpowiednio 21 i 22 maja 2014. Wersję o użyciu broni chemicznej przez syryjskie siły zbrojne poparł Human Rights Watch.

### Kontrnatarcie sił rebelianckich i zdobycie Chan Szajchun
Tymczasem w połowie kwietnia 2014 w sieci pojawiły się nagrania video, na których rebelianci z Syryjskiego Frontu Rewolucyjnego oraz Ruchu Hazzam (obydwa ugrupowania powiązane z Wolną Armią Syrii i podlegające pod Syryjską Radę Dowództwa Rewolucyjnego) używały podczas walk, przeciwpancerne pociski kierowane BGM-71 TOW produkcji amerykańskiej. 5 maja 2014 rebelianci wysadzili w powietrze tunel wypełniony ładunkami wybuchowymi pod wojskowym punktem kontrolnym As-Sahabh nieopodal Chan Szajchun. W wyniku bezprecedensowego ataku zginęło 30 milicjantów prorządowych. Podobna sytuacja miała miejsce 14 maja 2014, kiedy to nieopodal bazy Wadi ad-Dajf w 850 metrowym tunelu odpalono ładunki masie 60 ton. W międzyczasie 6 maja 2014, armia przełamała linię obrony bojowników, zajmując zachodnią część Muraku. 22 maja 2014 w ciężkich walkach, rebelianci zdziesiątkowali syryjski batalion w Muraku. Zginęło 36 żołnierzy, zniszczono również cztery czołgi. 28 maja 2014 rebelianci w Muraku zabili irańskiego dowódcę Abd Allaha al-Kandariego. Jednocześnie rebelianci zmusili do ewakuacji ostatnie jednostki z Chan Szajchun. Do końca maja 2014 miasto było pod pełną kontrolą rebeliantów.

### Natarcie na Hisz i wyparcie armii z Muraku
Po koniec maja 2014, bojownicy kontrolowali autostradę M5 od Muraku przez Chan Szajchun po wioskę Hisz, leżącej na linii frontu pomiędzy Ma’arrat an-Numan a Chan Szajchun. W związku z tym, aby przedostać się pod kontrolowany Ma’arrat an-Numan i zdobyć strategiczne bazy wojskowe Wadi ad-Dajf oraz Hamadijję, 24 maja 2014 islamiści dokonali ataku na wojskowe punkty kontrolne we wsi Hisz. Rebelianci zajęli wówczas wioskę Kafr Bassin, leżącą po drugiej stronie autostrady M5 oraz bazę Chazanat. Po tych sukcesach, 26 maja 2014 rebelianci uderzając od północy zajęli wojskowe punkty kontrolne w obrębie Chan Szajchun, zapobiegając oblężeniu miasta.
Szturm na Murak został wznowiony przez armię syryjską 16 lipca 2014. Szturm lądowy wojska i wspierających jego bojówek Hezbollah był koordynowany przez lotnictwo, które dokonało 25 uderzeń na pozycje rebeliantów, w tym zrzucało bomby beczkowe. W dniach 16–20 lipca 2014 zginęło 25 rebeliantów, trzech bojowników Hezbollahu, jeden żołnierz syryjski i 15 cywilów. Armia nie osiągnęła zamierzanego celu, a sytuacja w Muraku stała się patowa i walki ograniczyły się do miejscowych potyczek. Do 29 lipca 2014 rebelianci zdołali zająć pozycje w południowym sektorze miasta, a w nocy z 12 na 13 sierpnia 2014 zajęli południowo-zachodnią część miasta. Armia wycofała się na obrzeże Muraku.
Tym samym oddziały rebeliantów zablokowały autostradę M5 na linii Murak – Chan Szajchun – Ma’arrat an-Numan i dalej do Aleppo.

## Następstwa
Po sukcesach w trakcie walk na froncie centralnym i zdobyciu Muraku, sunniccy rebelianci skierowali swoje uderzenie na południe w kierunku miasta Hama. Celem natarcia było lotnisko Hama, na którym znajdowała się manufaktura, w której produkowano bomby używane przez Syryjskie Arabskie Siły Powietrzne w całym kraju.
Syria odzyskała kontrolę nad Chan Szajchun dopiero w sierpniu 2019 roku.